# コーネリアス・バンドレイジ
コーネリアス・バンドレイジ（Cornelius Bundrage、1973年4月25日 - ）は、アメリカ合衆国のプロボクサー。ミシガン州・デトロイト出身。元IBF世界スーパーウェルター級王者。切れ味鋭い攻撃を武器にする選手。エマニュエル・スチュワードは元トレーナー。

## 来歴
1995年9月15日、プロデビューを飾り、4回判定勝ち。その後20連勝した。
2005年2月18日、アメリカ合衆国のジョナサン・コーンを倒しUBAインターコンチネンタルスーパーウェルター級王座を獲得。
2005年5月6日、アメリカのセクウェル・パウェルと対戦し1回TKO負けでプロキャリア初黒星。
2006年2月10日、アメリカの元IBF世界スーパーフェザー級王者スティーブ・フォーブスと対戦し0-3の判定負け。
2007年7月11日カリフォルニア州ハリウッドのドルビー・シアターでジョエル・フリオ（コロンビア）と対戦し8回TKO負け。
2008年3月28日、元IBF世界スーパーウェルター級王者のカシム・オウマ（ウガンダ）と対戦し10回判定勝ちを収めた。
2008年11月13日、IBO世界スーパーウェルター級王座挑戦者決定戦でアメリカのグラディ・ブリュワーと対戦し1-2の判定負け。
2008年12月13日、ドイツバーデン＝ヴュルテンベルク州マンハイムSAPアレーナで後にWBO世界スーパーウェルター級王者になるザウルベック・バイサングロフ（ロシア）と対戦し5回TKO勝ちでバイサングロフに初黒星を付けた。
2009年6月27日、アトランティックシティボードウォーク・ホールにて、元世界ボクシング協会世界スーパーウェルター級王者ユーリ・フォアマン（イスラエル）とIBF世界スーパーウェルター級王者コーリー・スピンクスへの挑戦権を賭け対戦。しかし3回に両者が負傷し、無効試合に終わり、挑戦権獲得ならず。
2010年8月7日、セントルイスにあるスコットトレード・センターにて、IBF世界スーパーウェルター級王者コーリー・スピンクス（アメリカ）と対戦。5回TKO勝ちで王座獲得に成功した。
2011年6月25日、セントルイスにあるファミリー・アリーナで、セクウェル・パウェル（アメリカ）と対戦し、12回大差判定勝ち。王座の初防衛に成功したと同時に6年前の雪辱を果たした。
2012年6月30日、インディオにあるファンタジー・スプリングス・カジノにて、元IBF世界スーパーウェルター級王者で指名挑戦者コーリー・スピンクスとリマッチとなる2度目の防衛戦を行い、1-2とリードを許していたが初回と7回に3度、合計4度ダウンを奪い、7回レフェリーストップによるTKO勝ち。元王者を返り討ちにすると同時に2度目の防衛に成功した。
2013年2月23日、バンドレイジ故郷ミシガン州デトロイトのジョー・ルイス・アリーナでIBF世界スーパーウェルター級14位のイシュー・スミス（アメリカ）と対戦し、1-2の判定負けで王座から陥落し、アルバレスとの一戦は白紙になった。
2014年1月24日、ジョーイ・エルナンデスと対戦し12回3-0の判定勝利した。
2014年10月11日、カンクンのオアシス・ホテル・コンプレックスでIBF世界スーパーウェルター級王者カルロス・モリーナ（メキシコ）と対戦。最初の対戦予定日9月6日から延期された。試合は12回3-0（116-109、117-106、115-110）の判定勝ちで1年7ヶ月ぶりの王座返り咲きに成功した。
2015年7月18日、ジャーモール・チャーロと初防衛戦を行う予定だったが、バンドレイジがスパーリング中に左目の上をカットして試合延期となった。
2015年9月12日、コネチカット州レッドヤードにあるフォックスウッズ・リゾート・カジノ内MGMグランド・アット・フォックスウッズにてピーター・クイリンVSマイケル・ゼラファの前座でIBF世界スーパーウェルター級1位のジャーモール・チャーロと対戦し、3回2分33秒KO負けを喫し初防衛に失敗、王座から陥落した。
2017年1月7日、ディアボーンのフォード・コミュニティ・センターにて1年4ヶ月振りの復帰戦をセルジオ・ゴメスとスーパーウェルター級6回戦を行い、2回2分6秒KO勝ちを収めた。

## 獲得タイトル
- UBAインターコンチネンタルスーパーウェルター級王座
- IBF世界スーパーウェルター級王座(防衛2)
- IBF世界スーパーウェルター級王座(防衛0)